# Семионотообразные
Семионотообразные (лат. Semionotiformes) — отряд вымерших преимущественно пресноводных лучепёрых рыб из инфракласса костных ганоидов (Holostei) подкласса новопёрых рыб. Известны со среднего триаса по поздний мел. Самый известный род — Semionotus из Европы и Северной Америки. Их ближайшие из ныне живущих родственников — панцирниковые (Lepisosteidae), причём обе группы принадлежат к кладе Ginglymodi внутри инфракласса костных ганоидов.

## Классификация
- † Отряд Semionotiformes Arambourg & Bertin, 1958 sensu López-Arbarello, 2012[6][7][8][9]
  - † ?Род Orthurus Kner, 1866
  - † Род Sangiorgioichthys Tintori & Lombardo, 2007
  - † Род Luoxiongichthys Wen et al., 2011
  - † Род Aphanepygus Bassani, 1879
  - † Род Placidichthys Brito, 2000
  - † Семейство Pleurolepididae Lütken, 1871
    - † Род Pleurolepis Agassiz, 1863 non Quenstedt, 1852

  - † Семейство Macrosemiidae Wagner, 1860a corrig. Cope, 1889 sensu Murray & Wilson, 2009 [Macrosemii Wagner 1860a]
    - † Род Eusemius Vetter, 1881
    - † Род Blenniomoeus Costa, 1850 [Calignathus Costa, 1853]
    - † Род Enchelyolepis Woodward, 1918
    - † Род Palaeomacrosemius Ebert, Lane & Kolbl-Ebert, 2016
    - † Род Voelklichthys Arratia & Schultze, 2012
    - † Род Notagogus Agassiz, 1833—1844 [Neonotagogus Bravi, 1994]
    - † Род Agoultichthys Murray & Wilson, 2009
    - † Род Histionotus Egerton, 1854
    - † Род Propterus Agassiz, 1833—1844 [Rhynchoncodes Costa, 1850]
    - † Род Macrosemiocotzus González-Rodríguez, Applegate & Espinosa-Arrubarrena, 2004
    - † Род Legnonotus Egerton, 1853
    - † Род Macrosemius Agassiz, 1833—1844

  - † Семейство Semionotidae Woodward, 1890 sensu López-Arbarello, 2012
    - † Род Semionotus Agassiz, 1832
    - † Род Sargodon Plieninger, 1847

  - † Семейство Callipurbeckiidae López-Arbarello, 2012 [Paralepidotidae Hadding, 1919 ex Lund, 1920]
    - † Род Occitanichthys López-Arbarello & Wencker, 2016
    - † Род Semiolepis Lombardo & Tintori, 2008
    - † Род Paralepidotus Stolley, 1919
    - † Род Macrosemimimus Schröder, López-Arbarello & Ebert, 2012
    - † Род Tlayuamichin López-Arbarello & Alvarado-Ortega, 2011
    - † Род Callipurbeckia López-Arbarello, 2012